# Jean-Pierre Barda
Jean-Pierre Barda (Parijs, 7 maart 1967) is een Zweeds zanger, acteur, kapper en make-up artiest, vooral bekend door zijn extravagante optredens in de popband Army of Lovers.
Barda werd geboren in Frankrijk en verhuisde als kind naar Zweden met zijn Joods-Algerijnse familie. Hij leerde er later Alexander Bard kennen en werkte samen met hem aan Barbie, een project van deze laatste. Hij noemde zichzelf toen 'Farouk', maar veranderde zijn naam weer naar het origineel, toen ze samen met Camilla Henemark (ook bekend als 'La Camilla') Army of Lovers oprichtten. Barda was het meeste extravagante lid van de groep; vaak droeg hij heel onthullende en opzichtige kleding. Hij schreef mee aan sommige nummers van de groep, maar hij was de man die de leading vocals deed voor (onder andere) "Crucified" en "Israelism". Barda heeft ook meegeschreven aan de eerste single van Alexander Bards nieuwe project, Bodies Without Organs.
Naast zijn carrière als artiest is hij vrij bekend in Zweden door zijn werk als kapper en make-upartiest. Hij heeft de make-up en haar gedaan voor veel televisieseries, films, fotoreportages en zelfs het haar van de Zweedse koningin, Silvia Sommerlath. Ook was hij op tv te zien als acteur en presentator en hij heeft ook meegespeeld in enkele Zweedse films en theaterstukken.
In Zweden is de term Jean-Pierre Barda-bögar (= Jean-Pierre Barda-homo's) ondertussen een begrip geworden. Hiermee wordt de overdadige manier van kleden bedoeld die door sommige Zweden wordt gehanteerd.
- Biblioteca Nacional de España: XX4982239
- MusicBrainz: ec8b01a3-5946-4ded-90a8-7355043f1a0e
- Virtual International Authority File: 151920440
- WorldCat: E39PBJjhwCt6cD8jyTTdcD3G73